# Lago Tshangalele
Il lago Tshangalele è un lago artificiale della Repubblica Democratica del Congo. Posizionato presso Likasi nella provincia del Katanga. Il lago è alimentato dal fiume Lufira, del quale è anche l'emissario. Le sue acque alimentano la centrale elettrica di Mwadingusha.
Il porto d'attracco del lago è Kapolowe. Le principali specie di pesci catturati nel lago sono i Tilapia, i Serranochromis ed i Clarias batrachus.
Il lago è stato dichiarato Riserva della biosfera nel 1982 ed è classificato come Important Bird Area da BirdLife International.